# Kolana
Kolana là một chi bướm ngày thuộc họ Lycaenidae.

## Hình ảnh

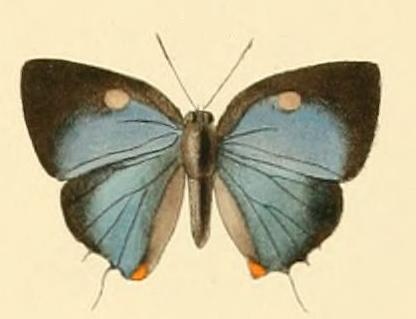